# Carl Jakob Sundevall
Carl Jakob Sundevall (ur. 22 października 1801 w Skanii, zm. 2 lutego 1875 w Sztokholmie) – szwedzki przyrodnik i zoolog.
W latach 1817–1823 Sundvall studiował filozofię na Uniwersytecie w Lund. W roku 1830 ukończył też medycynę. W 1833 został kustoszem w Muzeum Historii Naturalnej w Sztokholmie, w 1836 wykładowcą ekonomii i zoologii na Uniwersytecie w Lund. W 1838 został kuratorem i profesorem w Muzeum. Do najważniejszych publikacji Sundevalla należą prace z zakresu ornitologii. Specjalizował się w anatomii ptaków.